# 國分功一郎
國分 功一郎（こくぶん こういちろう、1974年7月1日 - ）は、日本の哲学者。東京大学大学院総合文化研究科教授。学位は、博士（学術）（東京大学・2009年）。
17世紀哲学、現代フランス思想が専門。時代の閉塞感への考察など、現代社会の分析も行う。
著作に『暇と退屈の倫理学』(2011年)、『近代政治哲学』(2015年)、『民主主義を直感するために』(2016年)などがあり、『中動態の世界 - 意志と責任の考古学』(2017年）は第16回小林秀雄賞、第8回紀伊國屋じんぶん大賞を受賞した。

## 経歴
千葉県生まれ。早稲田実業学校高等部商業科、早稲田大学政治経済学部卒業。中学時代から熱心な小室哲哉のファンであり、中学時代は自分で作曲した曲を、自身がシンセサイザーで参加するバンドで演奏していた。早稲田実業学校高等部に進学したのも、同校が小室の母校であったからであると語っている。
東京大学大学院総合文化研究科地域文化研究専攻修士課程修了。パリ第10大学より哲学のDEA、社会科学高等研究院より言語学のDEAを取得。2009年5月、博士論文「スピノザの方法」により東京大学博士（学術）。論文の内容は、スピノザが『知性改善論』において提示しようとした「方法（methodus）」を解明するもの。主査は森山工、副査は山脇直司、増田一夫、原和之、鈴木泉。
高崎経済大学経済学部講師、同准教授、東京工業大学リベラルアーツ研究教育院教授、東京大学大学院総合文化研究科准教授を経て、2022年4月から東京大学大学院総合文化研究科超域文化科学専攻教授。

### 年譜
- 1974年7月1日 千葉県生まれ[1]。
- 1997年3月 早稲田大学政治経済学部政治学科卒業
- 1997年4月 東京大学大学院総合文化研究科地域文化研究専攻修士課程入学
- 1997年10月 ストラスブール大学哲学科Licence課程入学
- 2000年3月 東京大学大学院総合文化研究科地域文化研究専攻修士課程修了
- 2000年4月 東京大学大学院総合文化研究科地域文化研究専攻博士課程進学
- 2000年10月 パリ第10大学哲学科DEA課程入学
- 2001年9月 パリ第10大学哲学科DEA課程修了
- 2001年10月 パリ第10大学哲学科Doctorat課程入学、社会科学高等研究院言語科学科DEA課程入学
- 2002年9月 社会科学高等研究院言語科学科DEA課程修了
- 2006年3月 東京大学大学院総合文化研究科地域文化研究専攻博士課程単位取得退学
- 2006年4月 東京大学大学院総合文化研究科21世紀COEプログラム「共生のための国際哲学交流センター」（UTCP）研究拠点形成特任研究員
- 2007年10月 東京大学大学院総合文化研究科グローバルCOEプログラム「共生のための国際哲学教育研究センター」（UTCP）研究拠点形成特任研究員
- 2008年4月 高崎経済大学経済学部講師
- 2009年5月 東京大学大学院総合文化研究科地域文化研究専攻博士課程修了（課程博士）博士論文「スピノザの方法」[5]
- 2011年4月 高崎経済大学経済学部准教授　（ - 2018年3月）
- 2015年4月 キングストン大学近代ヨーロッパ哲学研究センター訪問研究員（ - 2016年3月）
- 2018年4月 東京工業大学リベラルアーツ研究教育院教授（ - 2020年3月）
- 2020年4月 東京大学大学院総合文化研究科准教授
- 2022年4月 東京大学大学院総合文化研究科超域文化科学専攻教授[6]

## 研究
17世紀哲学、現代フランス思想を主な研究対象とし、現代社会の研究も行っている。

### 批判
言語学者の小島剛一は、自身のブログにおいて、國分の『中動態の世界 - 意志と責任の考古学』(2017年)における中動態の使い方は間違いであると批判している。

## 著書

### 単著
- 『スピノザの方法』（みすず書房） 2011
- 『暇と退屈の倫理学』（朝日出版社） 2011、増補新版 太田出版 2015、新潮文庫 2022

第2回紀伊國屋じんぶん大賞受賞作。
- 『ドゥルーズの哲学原理』（岩波書店） 2013
- 『来るべき民主主義 - 小平市都道328号線と近代政治哲学の諸問題』（幻冬舎、幻冬舎新書） 2013
- 『哲学の先生と人生の話をしよう』（朝日新聞出版） 2013、朝日文庫 2020
- 『近代政治哲学 - 自然・主権・行政』（筑摩書房、ちくま新書） 2015
- 『民主主義を直感するために』（晶文社、犀の教室） 2016
- 『中動態の世界 - 意志と責任の考古学』（医学書院、シリーズケアをひらく） 2017、新潮文庫 2025

第16回小林秀雄賞受賞作、第8回（2018年）紀伊國屋じんぶん大賞受賞。
- 『スピノザ「エチカ」 2018年12月（100分 de 名著）』（NHK出版） 2018
- 『原子力時代における哲学』（晶文社、犀の教室） 2019.9　ISBN 978-4794970398
- 『はじめてのスピノザ 自由へのエチカ』（講談社現代新書） 2020.11
- 『スピノザ - 読む人の肖像』（岩波新書 新赤版） 2022.10
- 『目的への抵抗』（新潮新書、シリーズ哲学講話） 2023.4
- 『手段からの解放』（新潮新書、シリーズ哲学講話）2025.1

### 共著
- 『哲学の自然』（中沢新一共著、太田出版） 2013
- 『社会の抜け道』（古市憲寿共著、小学館） 2013
- 『ある高校の哲学的な一日 - 『哲学の先生と人生の話をしよう』特別編』（二村ヒトシ, 有村千佳共著、PLANETS） 2014
- 『統治新論 - 民主主義のマネジメント』（大竹弘二共著、太田出版） 2015
- 『「シェア」の思想 - または愛と制度と空間の関係』（LIXIL出版） 2015
- 『21世紀を生きのびるためのドキュメンタリー映画カタログ』（寺岡裕治編、キネマ旬報社） 2016
- 『保育園を呼ぶ声が聞こえる』（猪熊弘子, ブレイディみかこ共著、太田出版） 2017
- 『僕らの社会主義』（山崎亮共著、ちくま新書） 2017
- 『いつもそばには本があった。』（互盛央共著、講談社ｍ講談社選書メチエ） 2019
- 『〈責任〉の生成 - 中動態と当事者研究』（熊谷晋一郎共著、新曜社） 2020.12

### 監修
- 『哲子の部屋1 - 哲学って、考えるって何?』（NHK『哲子の部屋』制作班著、河出書房新社） 2015
- 『哲子の部屋2 - 人はなぜ学ばないといけないの?』（NHK『哲子の部屋』制作班著、河出書房新社） 2015

## 翻訳
- 『マルクスと息子たち』（ジャック・デリダ、岩波書店） 2004
- 『そのたびごとにただ一つ、世界の終焉』（ジャック・デリダ、土田知則, 岩野卓司, 藤本一勇共訳、岩波書店） 2006
- 『ジル・ドゥルーズ』（クレア・コールブルック、青土社、シリーズ現代思想ガイドブック） 2006
- 『カントの批判哲学』（ジル・ドゥルーズ、筑摩書房、ちくま学芸文庫） 2008
- 『アンチ・オイディプス草稿』（フェリックス・ガタリ、千葉雅也共訳、みすず書房） 2010
- 『ニーチェ: 自由を求めた生涯』（ミシェル・オンフレ, マクシミリアン・ル・ロワ、ちくま学芸文庫） 2012
- 『ジル・ドゥルーズの「アベセデール」』（ジル・ドゥルーズ、監訳、千葉雅也, 三浦哲哉, 角井誠, 須藤健太郎, 岡嶋隆佑共訳、角川学芸出版） 2015 - 映像作品
- 『基礎づけるとは何か』（ジル・ドゥルーズ、長門裕介, 西川耕平共訳、ちくま学芸文庫） 2018

## 論文
- 国立情報学研究所収録論文 - 国立情報学研究所

## 出演
- エアレボリューション（ニコニコ生放送）[9]